# Nativismus (Psychologie)
Unter Nativismus (von lateinisch nativus „angeboren“, „natürlich“) versteht man in der Psychologie die Ansicht, bestimmte Begabungen oder Fähigkeiten seien angeboren oder von Geburt an im Gehirn fest verankert. Diese Auffassung steht im Gegensatz zum Empirismus bzw. zur Theorie der Tabula rasa, die besagt, das Gehirn habe nur wenige angeborene Fähigkeiten und erlerne fast alles durch Interaktion mit der Umwelt. Diese Auffassung des Nativismus steht in engem Bezug zum Werk von Jerry Fodor, Noam Chomsky und Steven Pinker, die glauben, dass wir mit bestimmten kognitiven Modulen geboren werden (speziellen genetisch übernommenen psychischen Begabungen), die uns erlauben, bestimmte Fähigkeiten zu erlernen und zu erwerben (wie die Sprache). Ohne diesen genetisch vorgegebenen Entwicklungsbeitrag würden viele dieser Fähigkeiten erheblich behindert werden.
Empirisch konnte gezeigt werden, dass Höhere Säuger bestimmte Ängste sehr viel leichter lernen als andere, so bei Affen die Angst vor Schlangen und bei Menschen die Angst vor Spinnen.
Ein weiteres Argument ist, dass bereits aus rein logischen Gründen alles Lernen eine Grundlage, d. h. ein natürliches Vokabular von dem System zur Verfügung stehenden Bedeutungselementen benötigt, auf dem neue Konzepte erst gebildet werden können. Wie groß das Ausmaß der angeborenen Bedeutungsgrundlage hingegen ist, stellt sich als empirische Frage dar, die u. a. in der Kognitionswissenschaft, Säuglingsforschung und Ethologie behandelt wird.